# 元村有希子
元村 有希子（もとむら ゆきこ、1966年7月12日 - ）は、日本の科学ジャーナリスト。同志社大学生命医科学部特別客員教授、毎日新聞社客員編集委員、高エネルギー加速器研究機構理事。科学ジャーナリスト賞選考委員長。元毎日新聞科学環境部長、論説副委員長。

## 来歴
福岡県北九州市出身。福岡県立小倉高等学校（高37期）、九州大学教育学部卒業（心理学専攻）。
1989年、毎日新聞社入社。西部本社報道部、社会部、下関支局。2001年より東京本社科学環境部。
2002年1月から連載企画「理系白書」取材班キャップを務める。2006年5月、「理系白書」の報道で第1回科学ジャーナリスト賞を受賞。
2007年9月より1年間、インペリアル・カレッジ・ロンドンに留学。2008年9月、科学環境部副部長。2009年度から日本科学技術ジャーナリスト会議理事。2014年4月、デジタル報道センター編集委員。2017年4月から科学環境部長を務めた。
2019年4月より編集委員、同年6月には論説委員兼編集委員、2020年4月からは論説委員専任となり、2021年4月からは論説副委員長。
2024年3月、毎日新聞社を退職。同年4月より同志社大学生命医科学部医生命システム学科特別客員教授に就任（専門はサイエンスコミュニケーション、科学ジャーナリズム）。毎日新聞社には客員編集委員として籍を残し、新たに高エネルギー加速器研究機構理事（非常勤）にも就任。

## 人物
毎日新聞2020年12月12日付朝刊に掲載されたコラム「「人新世」に生きる」は、令和5年度版高等学校教科書『精選 論理国語』（三省堂）の教材となった。

## 出演番組

### テレビ
現在出演番組
- Nスタ（TBSテレビ） - 2011年9月、2014年4月 -
- 情報7days ニュースキャスター（TBSテレビ）、2014年4月 -
- あさチャン!（TBSテレビ）、2014年6月 -
- 今日感テレビ（RKB毎日放送）、2014年6月 -
- サンデーウォッチ（RKB毎日放送）、2016年4月 -
- サンデーモーニング（TBSテレビ）

過去番組
- イブニングワイド（TBSテレビ）- レギュラーコメンテーター
- いっぷく!（TBSテレビ）、2014年10月 - 2015年3月
- ウィークリーニュースONZE（BS11）、2013年4月 - 2016年3月27日

### ラジオ
- ニュース新発見 インサイト（RKBラジオ）- 2014年11月3日 -

## 著作
- 「理系白書 この国を静かに支える人たち」（講談社文庫、2003年）
- 「理系思考」（毎日新聞出版、2007年）
- 「気になる科学」（毎日新聞出版、2012年）
- 「科学のミカタ」（毎日新聞出版、2018年）
- 「カガク力を強くする！」（岩波ジュニア新書、2019年）
- 「科学のトリセツ」（毎日新聞出版、2022年）